# Todtenweis
Todtenweis là một đô thị ở huyện Aichach-Friedberg bang Bayern nước Đức. Đô thị Todtenweis có diện tích 20,28 km², dân số thời điểm ngày 31 tháng 12 năm 2006 là 1416 người.